# Aïssata Maïga
Aïssata Maïga (Bamako, 21 marzo 1992) è un'ex cestista maliana.

## Carriera
Con il Mali ha disputato i Campionati mondiali del 2010.